# AHL Top Prospects Team

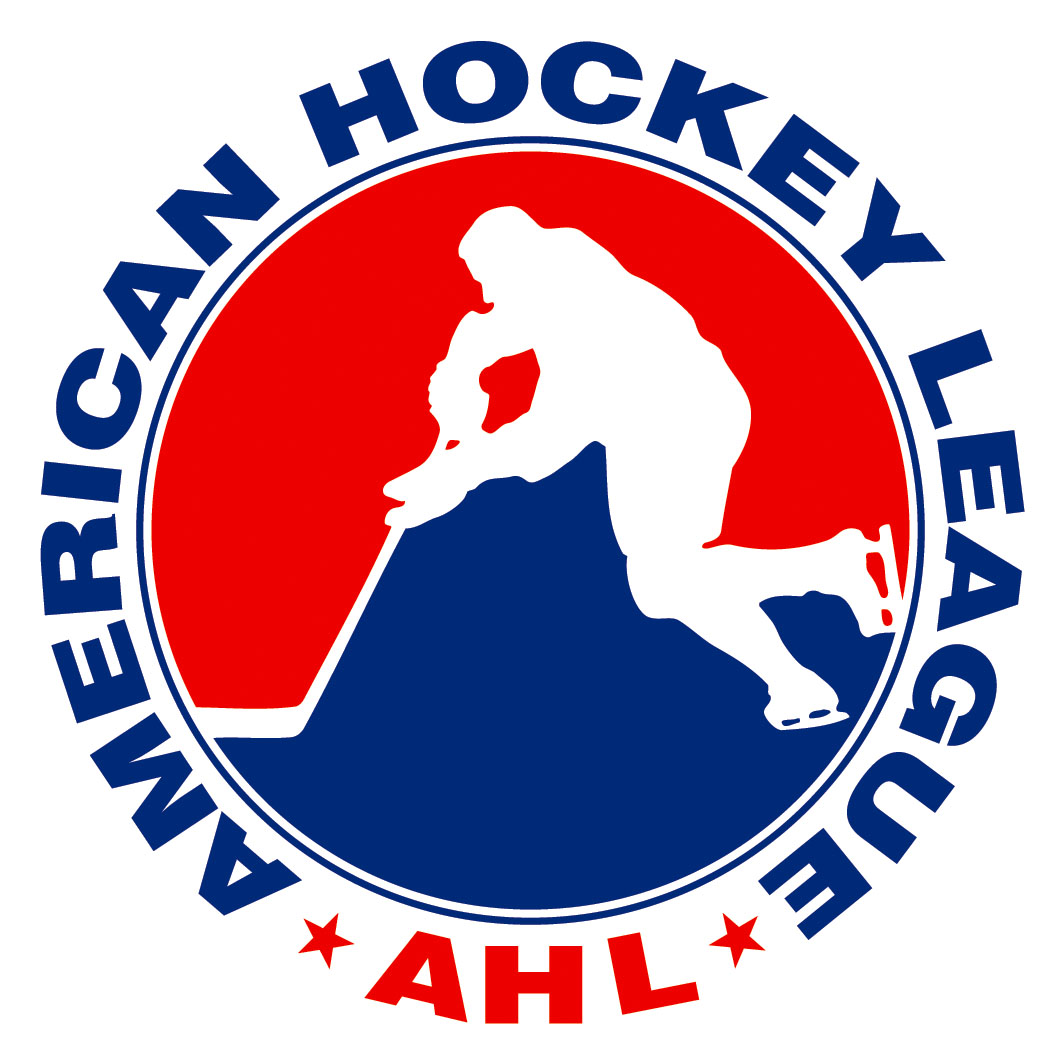
Logo der American Hockey League

Das AHL Top Prospects Team wird seit 2023 am Ende jeder Saison von den General Managern aus jeder Stadt, das ein Franchise aus der American Hockey League besitzt, gewählt. Das Team der Spieler, denen gute Chancen auf eine tragende Rolle in der National Hockey League eingeräumt werden, besteht aus einem Torhüter, zwei Verteidigern und drei Angreifern, wobei es keine Unterteilung in Flügelstürmer oder Center gibt.
Um sich für die Auswahl in das Team zu qualifizieren, dürfen Feldspieler zum Saisonstart maximal 22 Jahre alt oder jünger sein. Zudem müssen sie im Saisonverlauf mindestens 36 Spiele in der AHL, jedoch nicht mehr als 30 Partien in der NHL, absolviert haben. Bei den Torhütern ist das Maximalalter auf 23 Jahre erhöht. Die Mindestanzahl an AHL-Spielen beträgt 25, wobei nicht mehr als 20 NHL-Spiele bestritten sein dürfen.

## Top Prospects Team
| Saison  | Torhüter         | Verteidiger    | Verteidiger     | Angreifer       | Angreifer       | Angreifer     |
| ------- | ---------------- | -------------- | --------------- | --------------- | --------------- | ------------- |
| 2024/25 | Jet Greaves      | Logan Mailloux | Scott Morrow    | Dalibor Dvorský | Konsta Helenius | Bradly Nadeau |
| 2023/24 | Jaroslaw Askarow | Brandt Clarke  | Simon Edvinsson | Jiří Kulich     | Logan Stankoven | Shane Wright  |
| 2022/23 | Jesper Wallstedt | David Jiříček  | Šimon Nemec     | Jiří Kulich     | Tyson Foerster  | Lukas Reichel |